# Miami Hurricanes
Miami Hurricanes – nazwa drużyn sportowych University of Miami w Coral Gables, biorących udział w akademickich rozgrywkach w Atlantic Coast Conference, organizowanych przez National Collegiate Athletic Association. 

## Sekcje sportowe uczelni

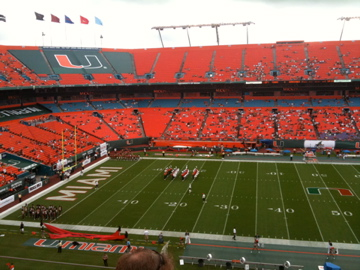
Verizon Center.

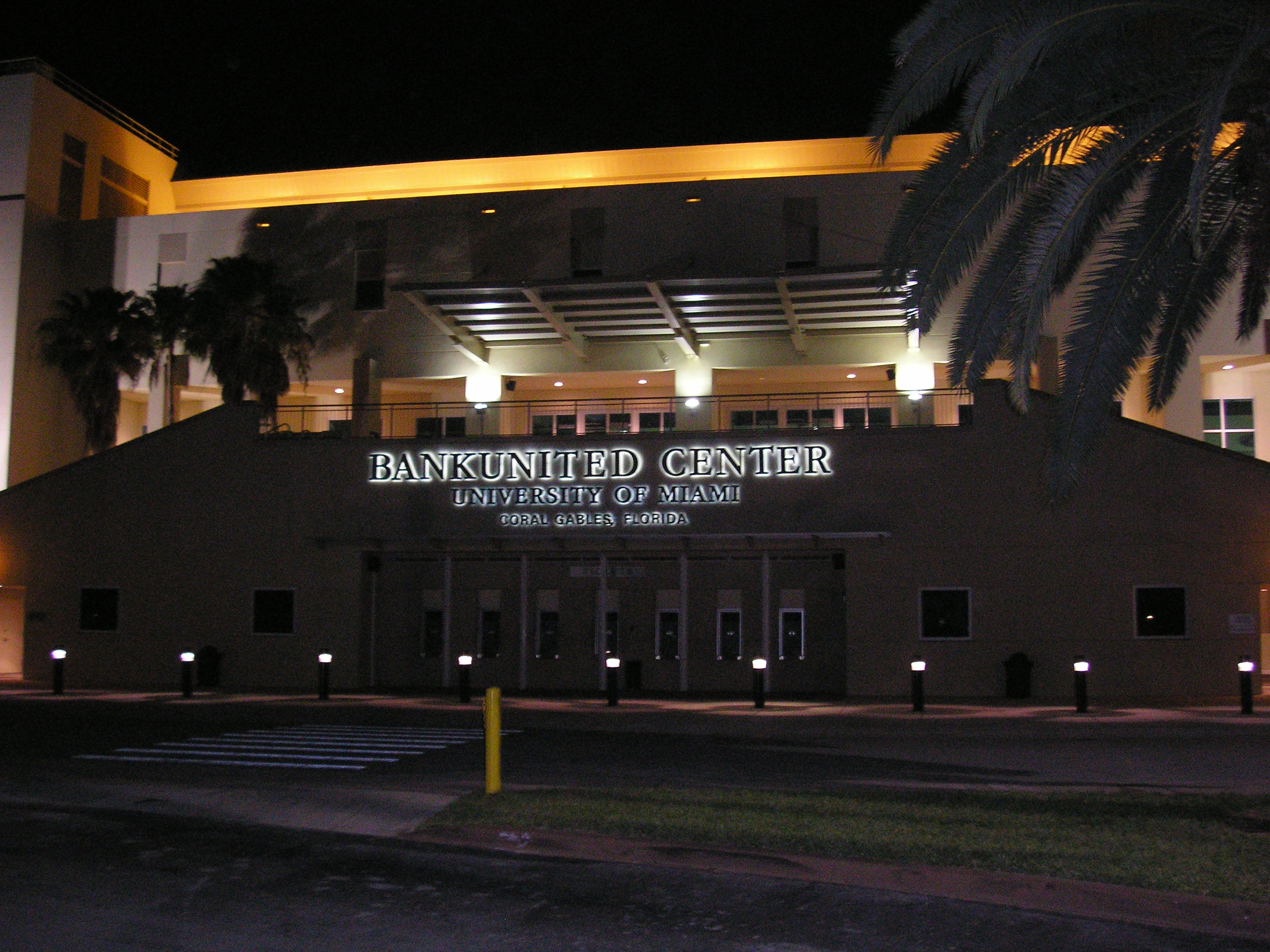
BankUnited Center.

| Mężczyźni - baseball (4): 1982, 1985, 1999, 2001 - bieg przełajowy - futbol amerykański (5): 1983, 1987, 1989, 1991, 2001 - koszykówka - lekkoatletyka - skoki do wody - tenis | Kobiety - bieg przełajowy - golf (1): 1984 - koszykówka - lekkoatletyka - piłka nożna - siatkówka - pływanie - tenis - wioślarstwo |

W nawiasie podano liczbę tytułów mistrzowskich NCAA (stan na 1 lipca 2015)

## Obiekty sportowe
- Hard Rock Stadium – stadion futbolowy o pojemności 65 326 miejsc[3]
- BankUnited Center – hala sportowa o pojemności 8000 miejsc, w której odbywają się mecze koszykówki[4]
- Cobb Stadium – stadion wielofunkcyjny o pojemności 500 miejsc, na którym odbywają się zawody lekkoatletyczne i mecze piłkarskie[5]
- Mark Light Field at Alex Rodriguez Park – stadion baseballowy[6]
- Norman Whitten Pool – odkryte baseny[7]
- Knight Sports Complex – hala sportowa, w której rozgrywane są mecze siatkówki[8]
- Neil Schiff Tennis Center – korty tenisowe[9]